# Dymitr Hunia
Dymitr Tymofiejewicz Hunia (ukr. Дмитро Тимошович Гуня, daty życia nieznane) – hetman kozacki, uczestnik powstania Pawluka i powstania Ostranicy.

## Życiorys
Niewiele o nim wiadomo. Wziął na pewno udział w powstaniu Pawluka. Brał udział w bitwie pod Kumejkami, po czym odłączywszy się od głównej armii, zorganizował nowe oddziały. Objąwszy kierownictwo powstania, mimo nadejścia posiłków ze strony Pawła Pawluka doprowadził do porażki pod Borowicą (niedaleko Czerkas). Większość jego armii skapitulowała, a on, wraz z Karpo Skidanem przedostał się na Sicz. W początkach 1638 roku z łatwością pobił tam oddziałek rotmistrza Mieleckiego, wysłanego dla pacyfikacji Kozaków. 
Na wiosnę tegoż 1638 roku wybuchł nowy zryw kozacki – powstanie Ostranicy. Hunia wziął w nim czynny udział. Po klęsce Ostrzanina pod Żowninem obrany został hetmanem kozaków nierejestrowych i wodzem powstania. Powstańców stać było jednak już tylko na utworzenie warownego taboru i wkrótce skapitulowali. Sam Hunia zbiegł do Rosji. 
W 1640 roku wziął jeszcze udział w pochodzie kozackim przeciw Turcji, jako jeden z jego głównych przywódców. Dalsze jego losy są nieznane. 